# Doodsstrijd op Pyrrus
Doodsstrijd op Pyrrus is een sciencefictionroman van de Amerikaanse schrijver Harry Harrison. Het boek verscheen in 1960 met de Engelse titel Deathworld. De Nederlandse vertaling verscheen in 1967 bij Meulenhoff in de reeks M=SF.

## Het verhaal
Nadat interplanetair beroepsgokker Jason dinAlt met een contract vele miljoenen heeft verdiend voor een vertegenwoordiger van de planeet Pyrrus is hij nieuwsgierig naar de planeet en gaat met de opdrachtgever mee. Pyrrus is een vijandige planeet; de zwaartekracht is 2G en de flora en fauna staat de kleine groep kolonisten constant naar het leven. De gemeenschap is verdeeld in mensen in de ommuurde stad en mensen daarbuiten. In de stad gaat het slecht maar omdat zij, middels hun enige ruimteschip, de beschikking hebben over contacten met de andere werelden beschikken zij over techniek en noodzakelijke grondstoffen. De gemeenschap buiten de stad produceert voedsel voor de stad in ruil voor grondstoffen. Beiden groepen staan elkaar naar het leven. De hoofdfiguur Jason pendelt heen en weer tussen beide gemeenschappen, ontdekt dat telepathie de sleutel is en weet uiteindelijk beide gemeenschappen met elkaar te verzoenen.

## Doodsstrijd trilogie
Doodsstrijd op Pyrrus is het eerste deel van een trilogie. De andere delen zijn Doodsstrijd op Apsalla en Doodsstrijd op Voorspoed.